# Дурнева, Лилия Петровна
Лилия Петровна Дурнева (род. 1 декабря 1980, Харьков, Украинская ССР) — украинский боксёр и тренер по боксу, Заслуженный мастер спорта Украины. Чемпионка (2014), серебряный и бронзовый призёр чемпионатов Европы, бронзовый призёр чемпионата мира 2010 года, 9-кратная чемпионка и 11-кратный обладатель Кубка Украины. Лучший боксёр 2010 года на Украине.

## Биография
Родилась в декабре 1980 года в Харькове в семье рабочих Петра и Полины Дурневых. Окончила Харьковскую государственную академию физической культуры. Имеет магистерскую степень по специальности «Олимпийский и профессиональный спорт». Не замужем. Хобби: лыжный спорт, литература, музыка, языкознание.

## Спортивная карьера
С 15 лет (1995 год) занималась метанием копья, окончила училище олимпийского резерва, но максимальным достижением в этой дисциплине стало попадание в сборную области. Приход в бокс в возрасте 25 лет в разных источниках описан по-разному: в одном случае говорится о давнем желании (со времён просмотра в детстве фильма «Рокки»), в другом — о переходе по совету друзей. Вскоре после начала тренировок их пришлось прервать на полгода из-за выезда на работу за границу, но Лилия возобновила их по возвращении в Харьков. Вскоре после этого Дурнева выиграла боксёрский турнир на национальной Универсиаде в Запорожье. В перерывах между тренировками давала частные уроки бокса зажиточным клиентам.
В 2008 году, уже в качестве первого номера сборной Украины в своей весовой категории, Дурнева заняла 5-е место на чемпионате мира. На следующий год уступила в финале чемпионата Европы в весовой категории до 75 кг россиянке Ирине Синецкой. По словам Лилии, лишь после этого спорт начал её «более-менее кормить». В 2010 году Дурнева завоевала на чемпионате мира бронзу, проиграв в полуфинале будущей чемпионке Мэри Спенсер (Канада); после этого она была признана лучшей женщиной-боксером 2010 года на Украине. На чемпионате Европы 2011 года украинка также завоевала бронзовую медаль
В 2014 году в Бухаресте Дурнева выиграла чемпионат Европы в весовой категории до 81 кг, в полуфинале победив Петру Сатмари (Венгрия), а в финале — хозяйку соревнований Маринелу Раду. В 2016 году, после победы на Кубке Украины, Лилия закончила свою спортивную карьеру. За 11 лет занятий боксом Дурнева выступала в весовых категориях до 70 кг, до 75 кг и до 81 кг и провела 146 официальных боёв, из которых 119 выиграла, а в 27 потерпела поражение. В её активе 9 званий чемпионки Украины и 12 Кубков Украины. Заслуженный мастер спорта Украины.

## Тренерская карьера
Параллельно с выступлениями на ринге, с 2007 года Лилия Дурнева занималась ещё и тренерской деятельностью, около девяти лет работала на должности тренера-инструктора женской сборной команды Украины по боксу. В 2012 году открыла в Харькове спортивный клуб «Академия бокса».